# Канал крепости Санкт-Петербург
Канал крепости Санкт-Петербург — канал, разделявший Заячий остров с начала XVIII века до 1882 года для водоснабжения, судоходства и транспортировки плавучих строительных материалов для строительства Петропавловской крепости.

## Строительство
Первоначальная идея Петра I об устройстве крепости включала в себя обязательное наличие водного пути внутрь крепостных стен.
Канал был прорыт по проекту Доменико Трезини при сооружении крепости Санкт-Петербург около 1703 года (в начале строительства города).
Стал первым каналом в городе. Уже после него строились каналы в Адмиралтействе и перед Кронверком.

Воспоминания современников:

…назначен был канал от Большой Невы сквозь Невские Ворота до Церкви, дабы оным каналом можно свободный приезд иметь к самой Церкви
— А. И. Богданов

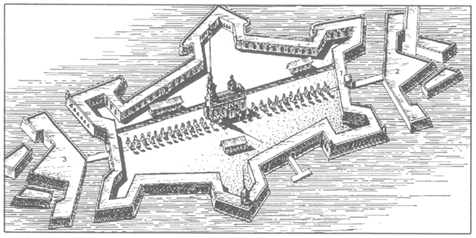
Канал и церковь в центре крепости в 1720 году

Ширина канала была около пяти метров.
Канал имел многофункциональное предназначение: в мирное время канал использовался для подвоза строительных материалов и продуктов, а в осадное время канал должен был снабжать гарнизон крепости водой.

## Перестройки
При перестройке крепости канал был полностью сохранён и его берега были укреплены

Свидетельства современников в период 1707—1710 годов:

Канал, «прорытый вдоль всея крепости» ещё при возведении земляных оборонительных сооружений, был сохранён и при перестройке крепости в камне, а по сторонам его были посажены «кленовые и липовые деревья»… …этот «водяной канал» ещё «совершенно не отделан»
— А. И. Богданов

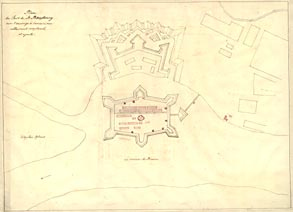
Канал в период 1707—1710 годов. Прорисованы четыре ряда построек к северу от канала

Канал и находившийся на его берегу Петропавловский собор стали основой застройки территории: для размещения гарнизона крепости в сентябре 1703 года по обе стороны канала возвели четыре ряда деревянных домиков, крытых черепицей или просто дёрном на бересте.
Для переправы через канал использовались деревянные разводные мосты.

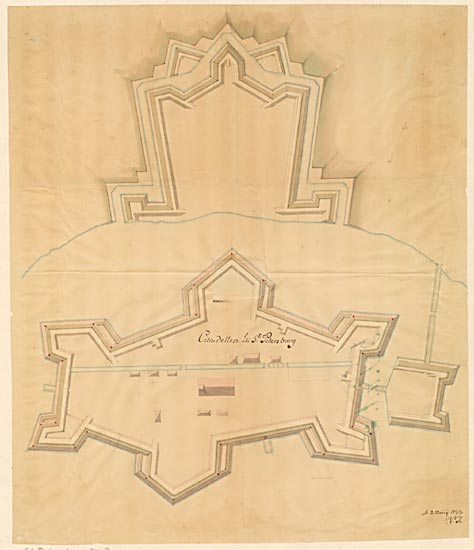
Канал в 1722 году. Прорисованы четыре моста

После смерти императора назначение канала изменилось

о Невских Воротах каменной СанктПетербургской Крепости и канале:

…сим Воротам по намерению Петра Великого быть было оным без сводов и сквозь оные проведену быть намерено каналу до самой Соборной Церкви, дабы Его Величеству можно было из Невы оным каналом приехать или на буере, или на верейке к самой Церкви, но оное после Его Величества отменено
— А. И. Богданов

## Современное состояние
Канал был засыпан в 1882 году. Его общий вид был таким же, как и у сохранившихся до сих пор каналов укреплений Кронверка по другую сторону Кронверского пролива. В ходе археологических работ часть рва была найдена и восстановлена. Она сохранилась в виде каменных арочных сводов, которые уходят под крепостную стену недалеко от Великокняжеской усыпальницы. Откосы рва вымощены булыжником.